# Muara Lakitan (plaats)
Muara Lakitan is een bestuurslaag in het regentschap Musi Rawas van de provincie Zuid-Sumatra, Indonesië. Muara Lakitan telt 3673 inwoners (volkstelling 2010).